# La Forêt pétrifiée (Stahly)
Le Labyrinthe ou la Forêt pétrifiée est une œuvre du sculpteur suisse François Stahly, située à Paris, en France. Installée sur le campus de Jussieu, il s'agit d'une sculpture monumentale abstraite.

## Description
L'œuvre prend la forme d'une sculpture de teck de 5 m de hauteur, pour 30 m de long et 10 m de large. Elle est composée de formes abstraites.

## Localisation
L'œuvre est installée sur le campus de Jussieu, dans le patio 23/24.

## Commande
L'œuvre est commandée à François Stahly lors de la réalisation du campus afin de masquer le dispositif d'évacuation des vapeurs provenant des ateliers situés au-dessous. Elle est inaugurée en 1968.

## Artiste
François Stahly (1911-2006) est un sculpteur suisse.